# Маніфест футуризму
Маніфест футуризму (італ. Manifesto del Futurismo) — програмний маніфест італійського футуризму, написаний Філіппом Томмазо Марінетті. Вперше опублікований в паризькій газеті «Фіґаро» 20 лютого 1909 року.

## Постулати
1. Ми хочемо оспівати любов до небезпеки, звичку до завзяття й дерзання.
2. Хоробрість, відвага, бунт будуть основними рисами нашої поезії.
3. Вся дотеперішня література підносила замріяну незрушність, заціпенілий екстаз і сплячку. Ми ж хочемо звеличити наступальну дію, гарячкове безсоння, шалений біг, карколомне сальто-мортале, ляпас і кулак.
4. Ми стверджуємо: велич світу збагатилася новою красою — красою швидкости. Перегонувий автомобіль з його обтічником, прикрашеним довгими трубами, схожими на змій з вибуховим віддихом… ревучий автомобіль, що мчить, неначе картеччю строчить, він прекрасніший за саму Богиню Перемоги — Ніке Самотракійську.
5. Ми воліємо скласти гімн людині за кермом, чий ідеальний важіль пробиває Землю і, вийшовши на орбіту, починає кружляти довкола неї.
6. Поет повинен завзято тратити себе до решти, з розкішшю й щедрістю, аби побільшити ентузіастичний запал первісних стихій.
7. Немає краси поза боротьбою! Твір не стане шедевром, якщо буде позбавлений агресивного характеру. Поезію слід розглядати як шалений напад на недовідомі сили, аби скорити їх і кинути простертими людині під ноги.
8. Ми стоїмо на крайньому високому мисі сторіч!.. Навіщо озиратися назад, якщо ми хочемо розтрощити загадкові двері Неможливого? Час і Простір згинули ще вчора. Ми вже живемо в абсолюті, бо створили вічну й всюдисущу швидкість.
9. Ми хочемо уславити війну — єдину гігієну світу — мілітаризм, патріотизм, руйнівні дії анархізму, прекрасні ідеї, за які не жаль померти, і зневагу до жінки.
10. Ми поруйнуємо музеї, бібліотеки, академії будь-якого виду і штибу, й дамо бій моралізмові, фемінізмові та всякій опортуністичній чи утилітарній ницості.
11. Ми співатимемо великі юрби, збурені працею, задоволенням і повстанням; співатимемо різнобарвні, многоголосі припливи революцій у сучасних столицях; співатимемо двигтючу нічну лихоманку арсеналів і доків, підпалених шаленими електричними місяцями; співатимемо ненажерливі залізничні вокзали, що ковтають — не наковтаються зміїв, які вивергають вогонь і дим; заводи, підвішені до хмар крученими стовпами своїх димів; мости, уподібнені гігантським гімнастам, котрі крокують через ріки, блискочучи на сонці сяйвом ножів; допитливі пароплави, що силкуються сягнути за небокрай; широкогруді локомотиви, що гупотять по коліях, немовби величезні крицеві коні в гнуздечках труб, а ще — плавний політ аеропланів, чиї ґвинти мають на вітрі, мов прапори, і плещуть, немовби захоплена юрба в долоні[1].